# Vilim I., vojvoda Normandije
Vilim I. Dugi Mač (engleski: William Longsword, francuski:  Guillaume Longue-épée) (oko 893. – Pikardija, 17. prosinca 942.) drugi vojvoda od Normandije (927. – 942.). 
Rolonov sin i nasljednik, neprestano je nastojao proširiti svoj teritorij, osvajanjem ili iziskivanjem nove zemlje od francuskog kralja na osnovi štovanja. Godine 939. pridružio se Hugi Velikom u pobuni protiv kralja Luja IV. Posredovanjem pape, rat je završio, a Luj je priznao Vilimovu investituru na Normandiju (940.). Vilim je, međutim, nastavio svoje teritorijalne ambicije, pogotovo prema sjeveru. Privučen na dogovor na otok u rijeci Sommi, ubijen je po nalogu grofa od Flandrije, Arnulfa I.

## Poveznice
- Normani
- Normanska dinastija
- Vojvodstvo Normandija